# Vida em Titã

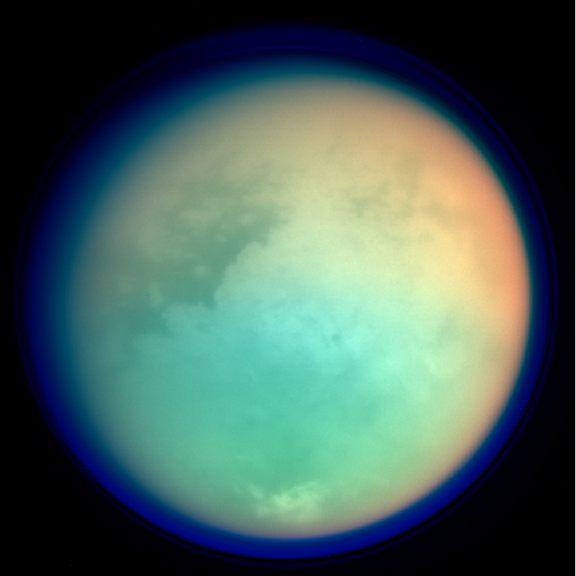
Visão multi-espectral de Titã

Se há vida em Titã, a maior lua de Saturno, é atualmente uma questão em aberto e um tópico de avaliação e pesquisa científica. Titã é muito mais frio que a Terra, mas de todos os lugares do sistema solar, é o único lugar além da Terra conhecido por ter líquidos na forma de rios, lagos e mares em sua superfície. Sua espessa atmosfera é quimicamente ativa e rica em compostos de carbono. Na superfície, há pequenas e grandes quantidades de metano e etano líquidos, e é provável que haja uma camada de água líquida sob sua casca de gelo; alguns cientistas especulam que essas misturas líquidas podem fornecer química pré-biótica para células vivas diferentes daquelas na Terra.
Em junho de 2010, os cientistas que analisaram dados da missão Cassini-Huygens relataram anomalias na atmosfera perto da superfície que poderiam ser consistentes com a presença de organismos produtores de metano (metanogênicos), mas também podem ser devidos a processos químicos ou meteorológicos não vivos. A missão Cassini-Huygens não estava equipada para procurar microrganismos diretamente ou fornecer um inventário completo de compostos orgânicos complexos então essa conclusão requer mais pesquisas.

## Química
Titã é considerado como um ambiente para o estudo da química pré-biótica ou vida potencialmente exótica decorrente da diversidade da química orgânica que ocorre em sua atmosfera, impulsionada por reações fotoquímicas em suas camadas externas. Os seguintes produtos químicos foram detectados na atmosfera superior de Titã pelo espectrômetro de massa da Cassini:
| Estudo                            | Magee, 1050 km        | Cui, 1050 km          | Cui, 1077 km                   | Waite et al., 1000–1045 km |
| --------------------------------- | --------------------- | --------------------- | ------------------------------ | -------------------------- |
| Densidade (cm −3 )                | (3,18 ± 0,71) x 10 9  | (4,84 ± 0,01) x 10 9  | (2,27 ± 0,01) x 10 9           | (3,19, 7,66) x 10 9        |
| Proporções de diferentes espécies |                       |                       |                                |                            |
| Azoto                             | (96,3 ± 0,44)%        | (97,8 ± 0,2)%         | (97,4 ± 0,5)%                  | (95,5, 97,5)%              |
| 14N15N                            | (1,08 ± 0,06)%        |                       |                                |                            |
| Metano                            | (2,17 ± 0,44)%        | (1,78 ± 0,01)%        | (2,20 ± 0,01)%                 | (1,32, 2,42)%              |
| 13CH4                             | (2,52 ± 0,46) x 10 −4 |                       |                                |                            |
| Hidrogênio                        | (3,38 ± 0,23) x 10 −3 | (3,72 ± 0,01) x 10 −3 | (3,90 ± 0,01) x 10 −3          |                            |
| Acetileno                         | (3,42 ± 0,14) x 10 −4 | (1,68 ± 0,01) x 10 −4 | (1,57 ± 0,01) x 10 −4          | (1,02, 3,20) x 10 −4       |
| Etileno                           | (3,91 ± 0,23) x 10 −4 | (5,04 ± 0,04) x 10 −4 | (4,62 ± 0,04) x 10 −4          | (0,72, 1,02) x 10 −3       |
| Etano                             | (4,57 ± 0,74) x 10 −5 | (4,05 ± 0,19) x 10 −5 | (2,68 ± 0,19) x 10 −5          | (0,78, 1,50) x 10 −5       |
| Cianeto de hidrogenio             | (2,44 ± 0,10) x 10 −4 |                       |                                |                            |
| 40Ar                              | (1,26 ± 0,05) x 10 −5 | (1,25 ± 0,02) x 10 −5 | (1,10 ± 0,03) x 10 −5          |                            |
| Propyne                           | (9,20 ± 0,46) x 10 −6 | (9,02 ± 0,22) x 10 −6 | (6,31 ± 0,24) x 10 −6          | (0,55, 1,31) x 10 −5       |
| Propeno                           | (2,33 ± 0,18) x 10 −6 |                       |                                | (0,69, 3,59) x 10 −4       |
| Propano                           | (2,87 ± 0,26) x 10 −6 | <1,84 x 10 −6         | <2,16e-6 (3,90 ± 0,01) x 10 −6 |                            |
| Diacetileno                       | (5,55 ± 0,25) x 10 −6 | (4,92 ± 0,10) x 10 −6 | (2,46 ± 0,10) x 10 −6          | (1,90, 6,55) x 10 −6       |
| Cianogênio                        | (2,14 ± 0,12) x 10 −6 | (1,70 ± 0,07) x 10 −6 | (1,45 ± 0,09) x 10 −6          | (1,74, 6,07) x 10 −6       |
| Cianoacetileno                    | (1,54 ± 0,09) x 10 −6 | (1,43 ± 0,06) x 10 −6 | <8,27 x 10 −7                  |                            |
| Acrilonitrila                     | (4,39 ± 0,51) x 10 −7 | <4,00 x 10 −7         | <5,71 x 10 −7                  |                            |
| Propanonitrila                    | (2,87 ± 0,49) x 10 −7 |                       |                                |                            |
| Benzeno                           | (2,50 ± 0,12) x 10 −6 | (2,42 ± 0,05) x 10 −6 | (3,90 ± 0,01) x 10 −7          | (5,5, 7,5) x 10 −3         |
| Tolueno                           | (2,51 ± 0,95) x 10 −8 | <8,73 x 10 −8         | (3,90 ± 0,01) x 10 −7          | (0,83, 5,60) x 10 −6       |

Como a espectrometria de massa identifica a massa atômica de um composto, mas não sua estrutura, pesquisas adicionais são necessárias para identificar o composto exato que foi detectado. Onde os compostos foram identificados na literatura, sua fórmula química foi substituída pelo nome acima. Os números em Magee (2009) envolvem correções para fundo de alta pressão. Outros compostos que se acredita ser indicado pelos dados e modelos associados incluem amoníaco, poliina, aminas, etilenimina, hidretos deutérios, aleno, 1,3 butadieno e qualquer número de produtos químicos mais complexos em concentrações mais baixas, assim como dióxido de carbono e quantidades limitadas de vapor de água.

## Temperatura da superfície
Devido à sua distância do Sol, Titã é muito mais frio que a Terra. Sua temperatura de superfície é de cerca de 94 K (−179 °C ou -290 °F). Nessas temperaturas, o gelo de água - se presente - não derrete, evapora ou sublima, mas permanece sólido. Por causa do frio extremo e também por causa da falta de dióxido de carbono (CO2) na atmosfera, cientistas como Jonathan Lunine viram Titã menos como um provável habitat para vida extraterrestre, do que como um experimento para examinar hipóteses sobre as condições que prevaleciam antes do aparecimento da vida na Terra. Mesmo que a temperatura normal da superfície em Titã não seja compatível com a água líquida, os cálculos de Lunine e outros sugerem que os ataques de meteoros podem criar "oásis de impacto" ocasionais - crateras nas quais a água líquida pode persistir por centenas de anos ou mais, o que permitiria a água com base na química orgânica.
No entanto, Lunine não descarta a vida em um ambiente de metano e etano líquidos, e escreveu sobre o que a descoberta de tal forma de vida (mesmo que muito primitiva) implicaria sobre a prevalência da vida no universo.

### Hipóteses anteriores sobre a temperatura

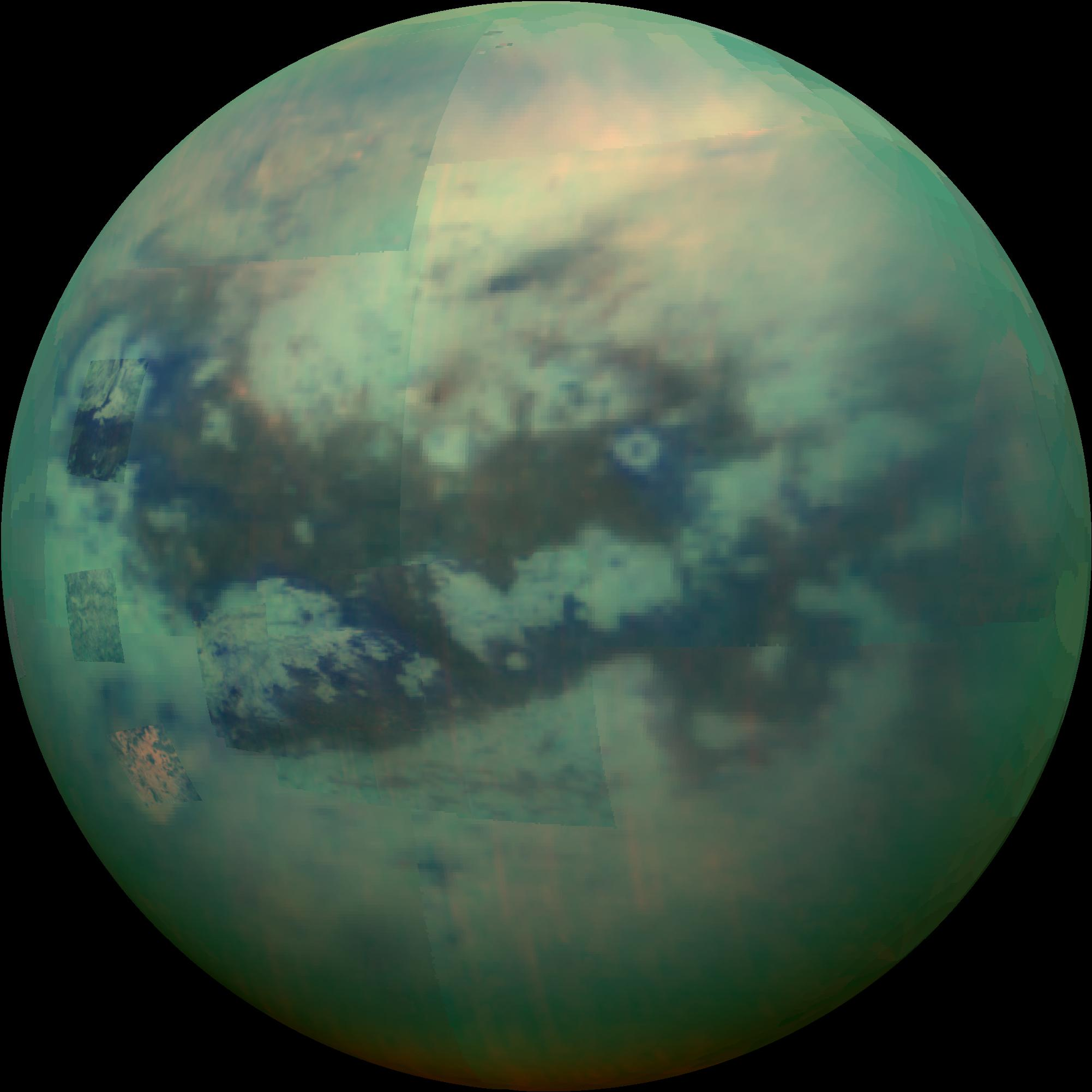
Titã - visão infravermelha
(13 de novembro de 2015).

Na década de 1970, os astrônomos encontraram níveis inesperadamente altos de emissões infravermelhas de Titã.  Uma possível explicação para isso é que a superfície estava mais quente do que o esperado, devido ao efeito estufa. Algumas estimativas da temperatura da superfície até se aproximam das temperaturas nas regiões mais frias da Terra. Havia, no entanto, outra explicação possível para as emissões infravermelhas: a superfície de Titã estava muito fria, mas a atmosfera superior foi aquecida devido à absorção da radiação ultravioleta por moléculas como etano, etileno e acetileno.
Em setembro de 1979, a Pioneer 11, a primeira sonda espacial a conduzir observações aéreas de Saturno e suas luas, enviou dados mostrando que a superfície de Titã era extremamente fria para os padrões da Terra e muito abaixo das temperaturas geralmente associadas à habitabilidade planetária.

### Temperatura futura
Titã pode ficar mais quente no futuro.  Daqui a cinco ou seis bilhões de anos, quando o Sol se tornar uma gigante vermelha, as temperaturas da superfície podem subir para ~ 200 K (−70 °C), alto o suficiente para que existam oceanos estáveis de uma mistura de água-amônia em sua superfície. À medida que a emissão ultravioleta do Sol diminui, a névoa na alta atmosfera de Titã se esgota, diminuindo o efeito antiestufa em sua superfície e permitindo que o efeito estufa criado pelo metano atmosférico desempenhe um papel muito maior. Juntas, essas condições podem criar um ambiente agradável a formas exóticas de vida e persistirão por várias centenas de milhões de anos. Este foi o tempo suficiente para a vida simples evoluir na Terra, embora a presença de amônia em Titã pudesse fazer com que as mesmas reações químicas ocorressem mais lentamente.

## Ausência de água líquida superficial
A falta de água líquida na superfície de Titã foi citada pelo astrobiólogo da NASA Andrew Pohorille em 2009 como um argumento contra a vida lá. Pohorille considera que a água é importante não apenas como o solvente usado pela "única vida que conhecemos", mas também porque suas propriedades químicas são "exclusivamente adequadas para promover a auto-organização da matéria orgânica". Ele questionou se as perspectivas de encontrar vida na superfície de Titã são suficientes para justificar as despesas de uma missão que a procuraria. No entanto, suas afirmações vão contra a ideia de que a vida na Terra não é o único tipo de vida possível.

## Possível água líquida subterrânea
Simulações de laboratório levaram à sugestão de que existe material orgânico suficiente em Titã para iniciar uma evolução química análoga ao que se pensa ter iniciado a vida na Terra. Enquanto a analogia assume a presença de água líquida por períodos mais longos do que é atualmente observável, várias hipóteses sugerem que a água líquida de um impacto poderia ser preservada sob uma camada de isolamento congelada. Também foi proposto que oceanos de amônia poderiam existir bem abaixo da superfície; um modelo sugere uma solução de amônia-água de até 200 quilômetros de profundidade sob uma crosta de gelo de água, condições que, "embora extremas para os padrões terrestres, são tais que a vida poderia realmente sobreviver". A transferência de calor entre as camadas interiores e superiores seria crítica para sustentar qualquer vida oceânica sub-superficial. A detecção de vida microbiana em Titã dependeria de seus efeitos biogênicos. Por exemplo, o metano e o nitrogênio atmosféricos podem ser examinados quanto à origem biogênica.
Dados publicados em 2012, obtidos da espaçonave Cassini da NASA, reforçaram as evidências de que Titã provavelmente abriga uma camada de água líquida sob sua casca de gelo.

## Formação de moléculas complexas
Titã é o único satélite natural conhecido no Sistema Solar que possui uma atmosfera totalmente desenvolvida que consiste em mais do que gases residuais. A atmosfera de Titã é densa, quimicamente ativa e é conhecida por ser rica em compostos orgânicos; isso levou a especulações sobre se precursores químicos da vida podem ter sido gerados ali. A atmosfera também contém gás hidrogênio, que circula pela atmosfera e pelo ambiente da superfície, e que seres vivos comparáveis aos metanógenos da Terra podem se combinar com alguns dos compostos orgânicos (como o acetileno) para obter energia.

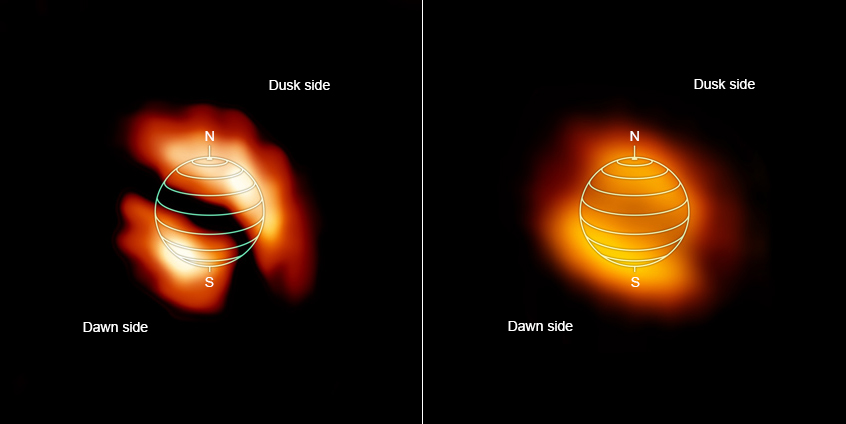
Traços de gases orgânicos na atmosfera de Titã - HNC (esquerda) e HC_{3}N (direita).

O experimento Miller-Urey e vários experimentos a seguir mostraram que, com uma atmosfera semelhante à de Titã e a adição de radiação UV, moléculas complexas e substâncias poliméricas como tolinas podem ser geradas. A reação começa com a dissociação de nitrogênio e metano, formando cianeto de hidrogênio e acetileno. Outras reações foram estudadas extensivamente.
Em outubro de 2010, Sarah Hörst, da Universidade do Arizona, relatou ter encontrado as cinco bases de nucleotídeos - blocos de construção de DNA e RNA - entre os muitos compostos produzidos quando a energia era aplicada a uma combinação de gases como os da atmosfera de Titã. Hörst também encontrou aminoácidos, os blocos de construção das proteínas. Ela relatou que foi a primeira vez que bases de nucleotídeos e aminoácidos foram encontrados em um experimento sem a presença de água líquida.
Em abril de 2013, a NASA relatou que produtos químicos orgânicos complexos podem surgir em Titã com base em estudos que simulam a atmosfera de Titã. Em junho de 2013, hidrocarbonetos aromáticos policíclicos (PAHs) foram detectados na alta atmosfera de Titã.
A pesquisa sugeriu que a poliimina poderia funcionar prontamente como um bloco de construção nas condições de Titã. A atmosfera de Titã produz quantidades significativas de cianeto de hidrogênio, que prontamente se polimeriza em formas que podem capturar a energia da luz nas condições da superfície de Titã. Por enquanto, a resposta para o que acontece com o cianeto de Titã é desconhecida; embora seja rico na atmosfera superior onde é criado, ele se esgota na superfície, sugerindo que há algum tipo de reação consumindo-o.

## Hipótese

### Hidrocarbonetos como solventes

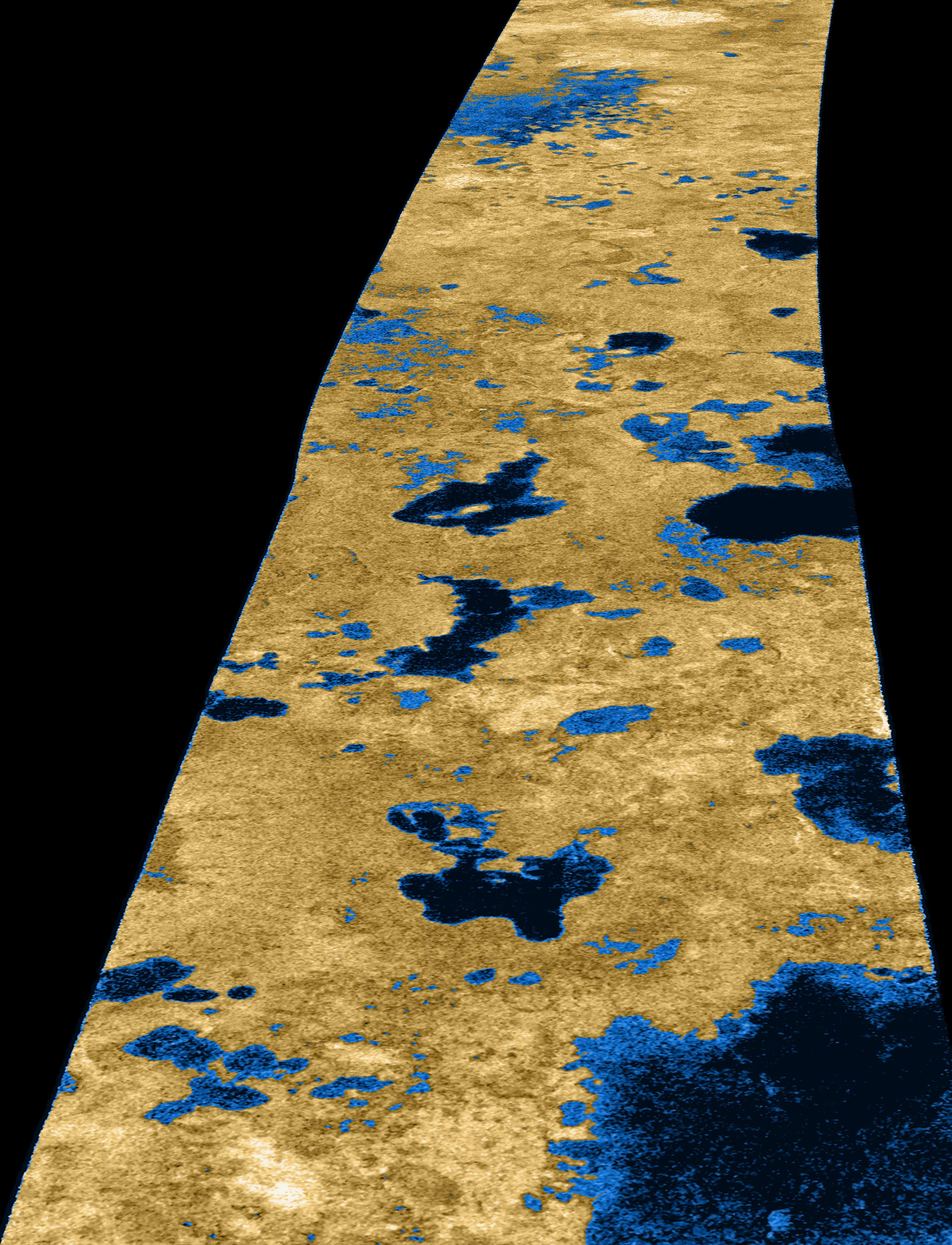
Lagos de hidrocarbonetos em Titã (imagem do radar da Cassini de 2006

Embora todas as coisas vivas na Terra (incluindo os metanógenos) usem água líquida como solvente, é concebível que a vida em Titã possa usar um hidrocarboneto líquido, como metano ou etano. A água é um solvente mais forte do que os hidrocarbonetos; no entanto, a água é mais reativa quimicamente e pode quebrar grandes moléculas orgânicas por meio da hidrólise. Uma forma de vida cujo solvente fosse um hidrocarboneto não enfrentaria o risco de suas biomoléculas serem destruídas dessa forma.
Titã parece ter lagos de etano líquido ou metano líquido em sua superfície, bem como rios e mares, que alguns modelos científicos sugerem que podem apoiar vida hipotética não baseada na água. Especulou-se que a vida poderia existir no metano e etano líquidos que formam rios e lagos na superfície de Titã, assim como os organismos na Terra vivem na água. Essas criaturas hipotéticas respirariam H2 em vez de O2, reagiriam com acetileno em vez de glicose e produziriam metano em vez de dióxido de carbono. Em comparação, alguns metanógenos na Terra obtêm energia reagindo o hidrogênio com o dióxido de carbono, produzindo metano e água.
Em 2005, os astrobiólogos Chris McKay e Heather Smith predisseram que se a vida metanogênica está consumindo hidrogênio atmosférico em volume suficiente, isso terá um efeito mensurável na proporção de mistura na troposfera de Titã. Os efeitos previstos incluíram um nível de acetileno muito inferior ao esperado, bem como uma redução na concentração do próprio hidrogênio.
Evidências consistentes com essas previsões foram relatadas em junho de 2010 por Darrell Strobel, da Universidade Johns Hopkins, que analisou medições de concentração de hidrogênio na alta e na baixa atmosfera. Strobel descobriu que a concentração de hidrogênio na alta atmosfera é muito maior do que perto da superfície onde a física da difusão molecular leva o hidrogênio para baixo fluindo a uma taxa de aproximadamente 1025 moléculas por segundo. Perto da superfície, o hidrogênio que flui para baixo aparentemente desaparece. Outro artigo publicado no mesmo mês mostrou níveis muito baixos de acetileno na superfície de Titã.
Chris McKay concordou com Strobel que a presença de vida, conforme sugerido no artigo de McKay de 2005, é uma possível explicação para as descobertas sobre hidrogênio e acetileno, mas também alertou que outras explicações são atualmente mais prováveis: a possibilidade de que os resultados sejam devidos a erros humanos, a um processo meteorológico desconhecido, ou à presença de algum catalisador mineral permitindo que hidrogênio e acetileno reajam quimicamente. Ele observou que tal catalisador, eficaz em -178 °C (95 K), é atualmente desconhecido e seria em si uma descoberta surpreendente, embora menos surpreendente do que a descoberta de uma forma de vida extraterrestre.
As descobertas de junho de 2010 geraram um considerável interesse na mídia, incluindo uma reportagem no jornal britânico Telegraph, que falava de pistas sobre a existência de "alienígenas primitivos".

### Membranas celulares
Uma membrana celular hipotética capaz de funcionar em metano líquido foi modelada em fevereiro de 2015. A base química proposta para essas membranas é a acrilonitrila, que foi detectada em Titan. Apesar da estrutura química bizarra e do ambiente externo ser muito diferente, suas propriedades são surpreendentemente semelhantes, incluindo autoformação de lençóis com flexibilidade, estabilidade e outras propriedades. Contudo, de acordo com as simulações computacionais, os azotossomas (formados pela acrilonitrila) podem não se formar ou funcionar nas condições climáticas encontradas em Titã.
Uma análise dos dados da Cassini, concluída em 2017, confirmou quantidades substanciais de acrilonitrila na atmosfera de Titã.

### Habitabilidade comparativa
A fim de avaliar a probabilidade de encontrar qualquer tipo de vida em vários planetas e luas, Dirk Schulze-Makuch e outros cientistas desenvolveram um índice de habitabilidade planetária que leva em consideração fatores que incluem características da superfície e da atmosfera, disponibilidade de energia, solventes e compostos orgânicos. Usando este índice, com base em dados disponíveis no final de 2011, o modelo sugere que Titã tem atualmente a maior taxa de habitabilidade de qualquer mundo conhecido, que não seja a Terra.

### Titan como um caso de teste
Embora a missão Cassini–Huygens não fosse equipada para fornecer evidências de bioassinaturas ou compostos orgânicos complexos, ela mostrou um ambiente em Titã que é semelhante, em alguns aspectos, aos teorizados para a Terra primordial. Os cientistas pensam que a atmosfera da Terra primitiva era semelhante em composição à atual atmosfera em Titã, com a importante exceção da falta de vapor de água em Titã. Muitas hipóteses foram desenvolvidas para tentar fazer a ponte entre a evolução química e a biológica.
Titan é apresentado como um caso de teste para a relação entre reatividade química e vida, em um relatório de 2007 sobre as condições limitantes da vida, preparado por um comitê de cientistas do Conselho Nacional de Pesquisa dos Estados Unidos. O comitê, presidido por John Baross, considerou que:
“se a vida é uma propriedade intrínseca da reatividade química, a vida deveria existir em Titã. Na verdade, para que a vida não existisse em Titã, teríamos de argumentar que a vida não é uma propriedade intrínseca da reatividade das moléculas que contêm carbono sob condições em que são estáveis..."
David Grinspoon, um dos cientistas que em 2005 propôs que organismos hipotéticos em Titã poderiam usar hidrogênio e acetileno como fonte de energia, mencionando a hipótese de Gaia no contexto da discussão sobre a vida em Titã. Ele sugeriu que, assim como o meio ambiente da Terra e seus organismos evoluíram juntos, é provável que a mesma coisa tenha acontecido em outros mundos com vida. Na visão de Grinspoon, mundos que são "geológica e meteorologicamente vivos têm muito mais probabilidade de estar biologicamente vivos também".

### Panspermia ou origem independente
Uma explicação alternativa para a existência hipotética da vida em Titã foi proposta: se a vida fosse encontrada em Titã, ela poderia ter se originado da Terra em um processo chamado panspermia. É teorizado que os impactos de grandes asteroides e cometas na superfície da Terra fizeram com que centenas de milhões de fragmentos de rocha carregada de micróbios escapassem da gravidade da Terra. Os cálculos indicam que vários deles encontrariam muitos dos corpos do Sistema Solar, incluindo Titã. Por outro lado, Jonathan Lunine argumentou que quaisquer seres vivos nos lagos de hidrocarbonetos criogênicos de Titã precisariam ser tão diferentes quimicamente da vida na Terra que não seria possível que um fosse o ancestral do outro. Na visão de Lunine, a presença de organismos nos lagos de Titã significaria uma segunda origem de vida independente dentro do Sistema Solar, implicando que a vida tem uma alta probabilidade de emergir em mundos habitáveis em todo o cosmos.

## Missões planejadas e propostas
A missão proposta Titan Mare Explorer, um módulo de pouso da classe Discovery que pousaria em um lago, "teria a possibilidade de detectar vida", segundo o astrônomo Chris Impey, da Universidade do Arizona.
A missão planejada do helicóptero Dragonfly tem como objetivo pousar em solo sólido e realocar várias vezes. Dragonfly será a 4.ª Missão do programa Novas Fronteiras. Seus instrumentos estudarão até que ponto a química prebiótica pode ter progredido. O Dragonfly levará equipamentos para estudar a composição química da superfície de Titã e coletar amostras da baixa atmosfera para possíveis bioassinaturas, incluindo concentrações de hidrogênio.